# Sonny Liston
Charles L. „Sonny“ Liston (n. 8 mai 1932, Little Rock, Arkansas - d. 30 decembrie 1970, Las Vegas, Nevada), a fost un boxer american. El a fost între anii 1962 - 1964 campion mondial la categoria grea, după ce l-a învins în septembrie 1962 pe Floyd Patterson. Liston era un adversar de temut, datorită agresivității și a loviturilor sale puternice. Este un lucru confirmat că Sonny Liston și managerul lui erau implicați în lumea interlopă a gangsterilor. Uriașul Sony ca și campion a pierdut numai patru meciuri de box, două dintre acestea în fața lui Muhammad Ali.

## Rezultate în boxul profesionist
| No. | Rez.       | La general | Adversar           | Tip | Runda, timp  | Data         | Locație                                                 | Note                                                                             |
| --- | ---------- | ---------- | ------------------ | --- | ------------ | ------------ | ------------------------------------------------------- | -------------------------------------------------------------------------------- |
| 54  | Victorie   | 50–4       | Chuck Wepner       | RTD | 9 (10), 3:00 | Jun 29, 1970 | National Guard Armory, Jersey City, New Jersey, U.S.    |                                                                                  |
| 53  | Înfrângere | 49–4       | Leotis Martin      | KO  | 9 (12), 1:08 | Dec 6, 1969  | Las Vegas Hilton, Winchester, Nevada, U.S.              | For vacant NABF heavyweight title                                                |
| 52  | Victorie   | 49–3       | Sonny Moore        | KO  | 3 (10)       | Sep 23, 1969 | Coliseum, Houston, Texas, U.S.                          |                                                                                  |
| 51  | Victorie   | 48–3       | George Johnson     | TKO | 7 (10), 2:55 | 19 mai 1969  | Convention Center, Winchester, Nevada, U.S.             |                                                                                  |
| 50  | Victorie   | 47–3       | Billy Joiner       | UD  | 10           | Mar 28, 1969 | Kiel Auditorium, St. Louis, Missouri, U.S.              |                                                                                  |
| 49  | Victorie   | 46–3       | Amos Lincoln       | KO  | 2 (10), 2:46 | Dec 10, 1968 | Civic Center, Baltimore, Maryland, U.S.                 |                                                                                  |
| 48  | Victorie   | 45–3       | Roger Rischer      | KO  | 3 (10), 2:23 | Nov 12, 1968 | Civic Arena, Pittsburgh, Pennsylvania, U.S.             |                                                                                  |
| 47  | Victorie   | 44–3       | Willis Earls       | KO  | 2 (10), 1:52 | Nov 3, 1968  | Plaza de Toros, Ciudad Juárez, Mexico                   |                                                                                  |
| 46  | Victorie   | 43–3       | Sonny Moore        | TKO | 3 (10)       | Oct 14, 1968 | Veterans Memorial Coliseum, Phoenix, Arizona, U.S.      |                                                                                  |
| 45  | Victorie   | 42–3       | Henry Clark        | TKO | 7 (10), 2:47 | Jul 6, 1968  | Cow Palace, Daly City, California, U.S.                 |                                                                                  |
| 44  | Victorie   | 41–3       | Billy Joiner       | RTD | 7 (10), 3:00 | 23 mai 1968  | Grand Olympic Auditorium, Los Angeles, California, U.S. |                                                                                  |
| 43  | Victorie   | 40–3       | Bill McMurray      | TKO | 4 (10), 0:47 | Mar 16, 1968 | Centennial Coliseum, Reno, Nevada, U.S.                 |                                                                                  |
| 42  | Victorie   | 39–3       | Elmer Rush         | TKO | 6 (10)       | Apr 28, 1967 | Stockholm, Suedia                                       |                                                                                  |
| 41  | Victorie   | 38–3       | Dave Bailey        | KO  | 1 (10), 2:22 | Mar 30, 1967 | Mässhallen, Göteborg, Suedia                            |                                                                                  |
| 40  | Victorie   | 37–3       | Amos Johnson       | KO  | 3 (10), 1:48 | Aug 19, 1966 | Nya Ullevi, Göteborg, Suedia                            |                                                                                  |
| 39  | Victorie   | 36–3       | Gerhard Zech       | KO  | 7 (10), 1:11 | Jul 1, 1966  | Stockholm, Suedia                                       |                                                                                  |
| 38  | Înfrângere | 35–3       | Muhammad Ali       | KO  | 1 (15), 2:12 | 25 mai 1965  | St. Dominic's Hall, Lewiston, Maine, U.S.               | For WBC, The Ring, and world heavyweight titles                                  |
| 37  | Înfrângere | 35–2       | Muhammad Ali       | RTD | 6 (15), 3:00 | Feb 25, 1964 | Convention Center, Miami Beach, Florida, U.S.           | Lost WBC, The Ring, and world heavyweight titles                                 |
| 36  | Victorie   | 35–1       | Floyd Patterson    | KO  | 1 (15), 2:10 | Jul 22, 1963 | Las Vegas Convention Center, Winchester, Nevada, U.S.   | Retained The Ring and world heavyweight titles; Won vacant WBC heavyweight title |
| 35  | Victorie   | 34–1       | Floyd Patterson    | KO  | 1 (15), 2:06 | Sep 25, 1962 | Comiskey Park, Chicago, Illinois, U.S.                  | Won The Ring and world heavyweight titles                                        |
| 34  | Victorie   | 33–1       | Albert Westphal    | KO  | 1 (10), 1:58 | Dec 4, 1961  | Convention Hall, Philadelphia, Pennsylvania, U.S.       |                                                                                  |
| 33  | Victorie   | 32–1       | Howard King        | TKO | 3 (10), 0:53 | Mar 8, 1961  | Municipal Auditorium, Miami Beach, Florida, U.S.        |                                                                                  |
| 32  | Victorie   | 31–1       | Eddie Machen       | UD  | 12           | Sep 7, 1960  | Sick's Stadium, Seattle, Washington, U.S.               |                                                                                  |
| 31  | Victorie   | 30–1       | Zora Folley        | KO  | 3 (12), 0:28 | Jul 18, 1960 | Coliseum, Denver, Colorado, U.S.                        |                                                                                  |
| 30  | Victorie   | 29–1       | Roy Harris         | TKO | 1 (10), 2:35 | Apr 25, 1960 | Coliseum, Houston, Texas, U.S.                          |                                                                                  |
| 29  | Victorie   | 28–1       | Cleveland Williams | TKO | 2 (10), 2:13 | Mar 21, 1960 | Coliseum, Houston, Texas, U.S.                          |                                                                                  |
| 28  | Victorie   | 27–1       | Howard King        | RTD | 7 (10), 3:00 | Feb 23, 1960 | Municipal Auditorium, Miami Beach, Florida, U.S.        |                                                                                  |
| 27  | Victorie   | 26–1       | Willi Besmanoff    | RTD | 6 (10), 3:00 | Dec 9, 1959  | Cleveland Arena, Cleveland, Ohio, U.S.                  |                                                                                  |
| 26  | Victorie   | 25–1       | Niño Valdés        | KO  | 3 (10), 0:47 | Aug 5, 1959  | Chicago Stadium, Chicago, Illinois, U.S.                |                                                                                  |
| 25  | Victorie   | 24–1       | Cleveland Williams | TKO | 3 (10), 2:13 | Apr 15, 1959 | Municipal Auditorium, Miami Beach, Florida, U.S.        |                                                                                  |
| 24  | Victorie   | 23–1       | Mike DeJohn        | TKO | 6 (10), 2:43 | Feb 18, 1959 | Exhibition Hall, Miami Beach, Florida, U.S.             |                                                                                  |
| 23  | Victorie   | 22–1       | Ernie Cab          | RTD | 7 (10), 3:00 | Nov 18, 1958 | Municipal Auditorium, Miami Beach, Florida, U.S.        |                                                                                  |
| 22  | Victorie   | 21–1       | Bert Whitehurst    | UD  | 10           | Oct 24, 1958 | St. Louis Arena, St. Louis, Missouri, U.S.              |                                                                                  |
| 21  | Victorie   | 20–1       | Frankie Daniels    | KO  | 1 (10), 2:22 | Oct 7, 1958  | Municipal Auditorium, Miami Beach, Florida, U.S.        |                                                                                  |
| 20  | Victorie   | 19–1       | Wayne Bethea       | TKO | 1 (10), 1:09 | Aug 6, 1958  | Chicago Stadium, Chicago, Illinois, U.S.                |                                                                                  |
| 19  | Victorie   | 18–1       | Julio Mederos      | RTD | 2 (10)       | 14 mai 1958  | Chicago Stadium, Chicago, Illinois, U.S.                |                                                                                  |
| 18  | Victorie   | 17–1       | Bert Whitehurst    | PTS | 10           | Apr 3, 1958  | Kiel Auditorium, St. Louis, Missouri, U.S.              |                                                                                  |
| 17  | Victorie   | 16–1       | Ben Wise           | TKO | 4 (8)        | Mar 11, 1958 | Midwest Gymnasium, Chicago, Illinois, U.S.              |                                                                                  |
| 16  | Victorie   | 15–1       | Billy Hunter       | TKO | 2 (6)        | Jan 29, 1958 | Chicago Stadium, Chicago, Illinois, U.S.                |                                                                                  |
| 15  | Victorie   | 14–1       | Marty Marshall     | UD  | 10           | Mar 6, 1956  | Pittsburgh Gardens, Pittsburgh, Pennsylvania, U.S.      |                                                                                  |
| 14  | Victorie   | 13–1       | Larry Watson       | TKO | 4 (10)       | Dec 13, 1955 | Alnad Shriner Temple, East St. Louis, Illinois, U.S.    |                                                                                  |
| 13  | Victorie   | 12–1       | Johnny Gray        | TKO | 6 (10)       | Sep 13, 1955 | Victory Field, Indianapolis, Indiana, U.S.              |                                                                                  |
| 12  | Victorie   | 11–1       | Calvin Butler      | TKO | 2 (8), 2:18  | 25 mai 1955  | St. Louis Arena, St. Louis, Missouri, U.S.              |                                                                                  |
| 11  | Victorie   | 10–1       | Emil Brtko         | TKO | 5 (10), 2:55 | 5 mai 1955   | Duquesne Gardens, Pittsburgh, Pennsylvania, U.S.        |                                                                                  |
| 10  | Victorie   | 9–1        | Marty Marshall     | TKO | 6 (8)        | Apr 21, 1955 | Kiel Auditorium, St. Louis, Missouri, U.S.              |                                                                                  |
| 9   | Victorie   | 8–1        | Neal Welch         | PTS | 8            | Mar 1, 1955  | New Masonic Temple, St. Louis, Missouri, U.S.           |                                                                                  |
| 8   | Înfrângere | 7–1        | Marty Marshall     | SD  | 8            | Sep 7, 1954  | Motor City Arena, Detroit, Michigan, U.S.               |                                                                                  |
| 7   | Victorie   | 7–0        | Johnny Summerlin   | SD  | 8            | Aug 10, 1954 | Motor City Arena, Detroit, Michigan, U.S.               |                                                                                  |
| 6   | Victorie   | 6–0        | Johnny Summerlin   | UD  | 8            | Jun 29, 1954 | Motor City Arena, Detroit, Michigan, U.S.               |                                                                                  |
| 5   | Victorie   | 5–0        | Stanley Howlett    | PTS | 6            | Mar 31, 1954 | St. Louis Arena, St. Louis, Missouri, U.S.              |                                                                                  |
| 4   | Victorie   | 4–0        | Martin Lee         | TKO | 6 (6)        | Jan 25, 1954 | New Masonic Temple, St. Louis, Missouri, U.S.           |                                                                                  |
| 3   | Victorie   | 3–0        | Bennie Thomas      | SD  | 6            | Nov 21, 1953 | Kiel Auditorium, St. Louis, Missouri, U.S.              |                                                                                  |
| 2   | Victorie   | 2–0        | Ponce de Leon      | PTS | 4            | Sep 17, 1953 | Kiel Auditorium, St. Louis, Missouri, U.S.              |                                                                                  |
| 1   | Victorie   | 1–0        | Don Smith          | TKO | 1 (4), 0:33  | Sep 2, 1953  | St. Louis Arena, St. Louis, Missouri, U.S.              | Professional debut                                                               |